# 2000 (tal)
2000 är det naturliga talet som följer 1999 och som följs av 2001.

## Inom matematiken
- 2000 är ett jämnt tal.
- 2000 är ett palindromtal i det Romerska talsystemet.
- 2000 är ett Akillestal.

## Inom vetenskapen
- 2000 Herschel, en asteroid.

## Övrigt
- 2000 är det högsta möjliga tal som går att skapa av två romerska grundsiffror.